# Zheng Jie
En aquest nom xinès, el cognom és Zheng.
Zheng Jie (xinès simplificat: 郑洁, pinyin: Zhèng Jié; Chengdu, 5 de juliol de 1983) és una jugadora de tennis professional retirada xinesa. Ha guanyat diversos títols del circuit professional WTA tant en individuals como sobretot, on més destaca, en dobles on ha arribat a ser la número 3 del món. En el seu palmarès destaquen dos títols de Grand Slam, Wimbledon i l'Open d'Austràlia, ambdós l'any 2006 amb la seva compatriota Yan Zi.
Representà a la Xina en els Jocs Olímpics de Pequín 2008, on obtingué la medalla de bronze en la categoria de dobles femenins junt amb Yan Zi. Es va retirar l'any 2015.

## Torneigs de Grand Slam

### Dobles: 3 (2−1)
| Resultat   | Núm. | Any  | Torneig          | Parella       | Oponents                             | Marcador         |
| ---------- | ---- | ---- | ---------------- | ------------- | ------------------------------------ | ---------------- |
| Guanyadora | 1.   | 2006 | Open d'Austràlia | Yan Zi        | Lisa Raymond Samantha Stosur         | 2−6, 7−6(7), 6−3 |
| Guanyadora | 2.   | 2006 | Wimbledon        | Yan Zi        | Virginia Ruano Pascual Paola Suárez  | 6−3, 3−6, 6−2    |
| Finalista  | 1.   | 2015 | Open d'Austràlia | Chan Yung-Jan | Bethanie Mattek-Sands Lucie Šafářová | 4−6, 6−7(5)      |

## Jocs Olímpics

### Dobles femenins
| Any  | Campionat                   | Parella | Oponents                             | Resultat |
| ---- | --------------------------- | ------- | ------------------------------------ | -------- |
| 2008 | Jocs Olímpics, Pequín, Xina | Yan Zi  | Alona Bondarenko Katerina Bondarenko | 6−2, 6−2 |

## Biografia
Zheng es va graduar en la Sichuan Sports Academy el juny de 2000. Va començar a jugar a tennis seguint els passos de la seva germana gran. Durant la seva adolescència no veien gaires opcions d'esdevenir professional a causa de la seva baixa estatura, però un entrenador estranger va veure el seu potencial, i va convèncer la seva família per millorar el seu entrenament i augmentar la seva progressió.
Va guanyar popularitat en esdevenir la primera tennista xinesa en classificar-se per disputar les semifinals d'un torneig de Grand Slam, concretament a Wimbledon de 2008, havent guanyat pel camí a la número 1 del rànquing Ana Ivanović. Els guanys obtinguts en aquest torneig els va donar a les víctimes del terratrèmol de Sichuan, regió en la qual va néixer. El 2009 va decidir deixar l'associació de tennis xinesa per gestionar la seva carrera de forma personal.
A l'abril de 2016 va anunciar la seva primera maternitat junt al seu marit i company d'entrenaments Zhang Yu, a banda d'assenyalar que no es retirava del tennis malgrat portar diversos mesos apartada del circuit.

## Palmarès: 19 (4−15)

### Individual: 7 (4−3)
| Abans de 2009                | Després de 2009         |
| ---------------------------- | ----------------------- |
| Grand Slam (0−0)             |                         |
| WTA Tour Championships (0−0) |                         |
| Tier I (0−0)                 | Premier Mandatory (0−0) |
| Tier II (0−0)                | Premier 5 (0−0)         |
| Tier III (0−0)               | Premier (0−1)           |
| Tier IV i V (3−1)            | International (1−1)     |

| Títols per superfície |
| --------------------- |
| Dura (3−0)            |
| Gespa (0−1)           |
| Terra batuda (1−2)    |

| Resultat   | Núm. | Data                | Torneig                         | Superfície   | Oponent en la final    | Marcador            |
| ---------- | ---- | ------------------- | ------------------------------- | ------------ | ---------------------- | ------------------- |
| Guanyadora | 1.   | 14 de gener de 2005 | Hobart, Austràlia               | Dura         | Gisela Dulko           | 6−2, 6−0            |
| Finalista  | 1.   | 2 de maig de 2005   | Rabat, Marroc                   | Terra batuda | Núria Llagostera Vives | 4−6, 2−6            |
| Guanyadora | 2.   | 7 de maig de 2006   | Estoril, Portugal               | Terra batuda | Li Na                  | 6−7(5), 7−5, ret.   |
| Guanyadora | 3.   | 13 d'agost de 2006  | Estocolm, Suècia                | Dura         | Anastassia Mískina     | 6−4, 6−1            |
| Finalista  | 2.   | 22 de maig de 2010  | Varsòvia, Polònia               | Terra batuda | Alexandra Dulgheru     | 3−6, 4−6            |
| Guanyadora | 4.   | 8 de gener de 2012  | Auckland, Nova Zelanda          | Dura         | Flavia Pennetta        | 2−6, 6−3, 2−0, ret. |
| Finalista  | 3.   | 21 de juny de 2014  | 's-Hertogenbosch, Països Baixos | Gespa        | CoCo Vandeweghe        | 2−6, 4−6            |

### Dobles: 30 (15−15)
| Abans de 2009                | Després de 2009         |
| ---------------------------- | ----------------------- |
| Grand Slam (2−1)             |                         |
| Jocs Olímpics Bronze (1)     |                         |
| WTA Tour Championships (0−0) |                         |
| Tier I (2−1)                 | Premier Mandatory (0−0) |
| Tier II (2−2)                | Premier 5 (1−1)         |
| Tier III (3−3)               | Premier (2−4)           |
| Tier IV i V (2−2)            | International (1−1)     |

| Títols per superfície |
| --------------------- |
| Dura (8−10)           |
| Gespa (2−1)           |
| Terra batuda (5−4)    |

| Resultat   | Núm. | Data                   | Torneig                         | Superfície   | Parella            | Oponents en la final                      | Marcador            |
| ---------- | ---- | ---------------------- | ------------------------------- | ------------ | ------------------ | ----------------------------------------- | ------------------- |
| Finalista  | 1.   | 14 de juny de 2003     | Viena, Àustria                  | Terra batuda | Yan Zi             | Li Ting Sun Tiantian                      | 3−6, 4−6            |
| Guanyadora | 1.   | 14 de gener de 2005    | Hobart, Austràlia               | Dura         | Yan Zi             | A. Medina Garrigues Dinara Safina         | 6−4, 7−5            |
| Guanyadora | 2.   | 12 de febrer de 2005   | Hyderabad, Índia                | Dura         | Yan Zi             | Li Ting Sun Tiantian                      | 6−4, 6−1            |
| Finalista  | 2.   | 13 de setembre de 2005 | Bali, Indonèsia                 | Dura         | Yan Zi             | Anna-Lena Grönefeld M. Shaughnessy        | 3−6, 3−6            |
| Finalista  | 3.   | 25 de setembre de 2005 | Pequín, Xina                    | Dura         | Yan Zi             | María Vento-Kabchi Núria Llagostera Vives | 2−6, 4−6            |
| Guanyadora | 3.   | 28 de gener de 2006    | Open d'Austràlia, Austràlia     | Dura         | Yan Zi             | Lisa Raymond Samantha Stosur              | 2−6, 7−6(7), 6−3    |
| Finalista  | 4.   | 12 de febrer de 2006   | Pattaya, Tailàndia              | Dura         | Yan Zi             | Li Ting Sun Tiantian                      | 6−3, 1−6, 6−7(5)    |
| Guanyadora | 4.   | 14 de maig de 2006     | Berlín, Alemanya                | Terra batuda | Yan Zi             | Ielena Deméntieva Flavia Pennetta         | 6−2, 6−3            |
| Guanyadora | 5.   | 21 de maig de 2006     | Rabat, Marroc                   | Terra batuda | Yan Zi             | Ashley Harkleroad Bethanie Mattek         | 6−1, 6−3            |
| Guanyadora | 6.   | 24 de juny de 2006     | 's-Hertogenbosch, Països Baixos | Gespa        | Yan Zi             | Ana Ivanović Maria Kirilenko              | 3−6, 6−2, 6−2       |
| Guanyadora | 7.   | 8 de juliol de 2006    | Wimbledon, Regne Unit           | Gespa        | Yan Zi             | V. Ruano Pascual Paola Suárez             | 6−3, 3−6, 6−2       |
| Finalista  | 5.   | 26 d'abril de 2006     | Estocolm, Suècia                | Dura         | Yan Zi             | Eva Birnerová Jarmila Gajdošová           | 6−0, 4−6, 2−6       |
| Guanyadora | 8.   | 26 d'agost de 2006     | New Haven, Estats Units         | Dura         | Yan Zi             | Lisa Raymond Samantha Stosur              | 6−4, 6−2            |
| Guanyadora | 9.   | 15 d'abril de 2007     | Charleston, Estats Units        | Terra batuda | Yan Zi             | Peng Shuai Sun Tiantian                   | 7−5, 6−0            |
| Guanyadora | 10.  | 26 de maig de 2007     | Estrasburg, França              | Terra batuda | Yan Zi             | Alicia Molik Sun Tiantian                 | 6−3, 6−4            |
| Finalista  | 6.   | 5 de gener de 2008     | Gold Coast, Austràlia           | Dura         | Yan Zi             | Dinara Safina Ágnes Szávay                | 1−6, 2−6            |
| Guanyadora | 11.  | 11 de gener de 2008    | Sydney, Austràlia               | Dura         | Yan Zi             | Tatiana Perebiynis Tatiana Poutchek       | 6−4, 7−6(5)         |
| Finalista  | 7.   | 1 de març de 2008      | Dubai, Emirats Àrabs Units      | Dura         | Yan Zi             | Cara Black Liezel Huber                   | 5−7, 2−6            |
| Finalista  | 8.   | 22 de març de 2008     | Indian Wells, Estats Units      | Dura         | Yan Zi             | Dinara Safina Ielena Vesninà              | 1−6, 6−1, [8−10]    |
| Finalista  | 9.   | 23 de maig de 2009     | Varsòvia, Polònia               | Terra batuda | Yan Zi             | Raquel Kops-Jones B. Mattek-Sands         | 1−6, 1−6            |
| Guanyadora | 12.  | 28 de febrer de 2010   | Kuala Lumpur, Malàisia          | Dura         | Chan Yung-jan      | Anastassia Rodiónova Arina Rodionova      | 6−7(4), 6−2, [10−7] |
| Finalista  | 10.  | 1 d'agost de 2010      | Stanford, Estats Units          | Dura         | Chan Yung-jan      | Lindsay Davenport Liezel Huber            | 5−7, 7−6(6), [8−10] |
| Guanyadora | 13.  | 8 d'agost de 2010      | San Diego, Estats Units         | Dura         | Maria Kirilenko    | Lisa Raymond Rennae Stubbs                | 6−4, 6−4            |
| Finalista  | 11.  | 13 de febrer de 2011   | Pattaya (2)                     | Dura         | Sun Shengnan       | Sara Errani Roberta Vinci                 | 6−3, 3−6, [5−10]    |
| Guanyadora | 14.  | 15 de maig de 2011     | Roma, Itàlia                    | Terra batuda | Peng Shuai         | Vania King Iaroslava Xvédova              | 6−2, 6−3            |
| Finalista  | 12.  | 26 de maig de 2012     | Brussel·les, Bèlgica            | Terra batuda | Alicja Rosolska    | B. Mattek-Sands Sania Mirza               | 3−6, 2−6            |
| Finalista  | 13.  | 19 d'agost de 2012     | Cincinnati, Estats Units        | Terra batuda | Katarina Srebotnik | Andrea Hlaváčková Lucie Hradecká          | 1−6, 3−6            |
| Guanyadora | 15.  | 24 d'agost de 2013     | New Haven (2)                   | Dura         | Sania Mirza        | A. Medina Garrigues Katarina Srebotnik    | 6−3, 6−4            |
| Finalista  | 14.  | 30 de gener de 2015    | Open d'Austràlia                | Dura         | Chan Yung-jan      | B. Mattek-Sands Lucie Šafářová            | 4−6, 6−7(5)         |
| Finalista  | 15.  | 27 de juny de 2015     | Eastbourne, Regne Unit          | Gespa        | Chan Yung-jan      | Caroline Garcia Katarina Srebotnik        | 6−7(5), 2−6         |

## Trajectòria

### Individual
| Open d'Austràlia | A   | Q1  | 1R    | 1R          | 1R          | 1R          | A     | 4R          | SF          | A           | 4R    | 3R          | 3R          | 1R          | 0 / 10  | 15–10   |
| Roland Garros | A   | Q3  | 4R    | 1R          | 2R          | 1R          | 3R    | 2R          | 2R          | 2R          | 2R    | 3R          | 1R          | A           | 0 / 11  | 12–11   |
| Wimbledon | A   | A   | 1R    | A           | 3R          | A           | SF    | 2R          | 2R          | 2R          | 3R    | 1R          | 2R          | A           | 0 / 9   | 13–9    |
| US Open | Q2  | Q2  | 1R    | 2R          | 2R          | A           | 3R    | 3R          | 2R          | 2R          | 3R    | 3R          | 1R          | A           | 0 / 10  | 12–10   |
| Jocs Olímpics | NC  | NC  | 1R    | No celebrat | No celebrat | No celebrat | 3R    | No celebrat | No celebrat | No celebrat | 1R    | No celebrat | No celebrat | No celebrat | 0 / 3   | 2–3     |
| Total Victòries−Derrotes | 1–1 | 7–8 | 10–18 | 24–15       | 25–16       | 7–10        | 22–11 | 27–21       | 23–18       | 18–23       | 25–22 | 17–17       | 14–17       | 0–1         | 220–197 | 220–197 |
| Rànquing a final d'any | 183 | 94  | 67    | 44          | 33          | 163         | 25    | 36          | 26          | 48          | 26    | 52          | 91          | 949         |         |         |
| Llegenda: G: Guanyadora; F: Finalista; SF: Semifinalista; QF: Quarts de final; Q: Qualificació; A: Absent; RR: Round Robin; |     |     |       |             |             |             |       |             |             |             |       |             |             |             |         |         |

### Dobles
| Open d'Austràlia | A   | A    | QF    | 1R          | G           | SF          | SF    | 3R          | 3R          | A           | 3R    | QF          | 1R          | F           | 1 / 10  | 25–9    |
| Roland Garros | A   | A    | 1R    | 3R          | SF          | 1R          | 3R    | QF          | 3R          | 2R          | 3R    | 3R          | 1R          | 3R          | 0 / 11  | 17–11   |
| Wimbledon | A   | A    | 3R    | A           | G           | A           | 3R    | 3R          | 1R          | QF          | 1R    | 3R          | SF          | 1R          | 1 / 9   | 21–8    |
| US Open | A   | 1R   | 2R    | QF          | QF          | A           | QF    | QF          | SF          | 1R          | 1R    | SF          | QF          | A           | 0 / 11  | 23–11   |
| Jocs Olímpics | NC  | NC   | QF    | No celebrat | No celebrat | No celebrat | 3r    | No celebrat | No celebrat | No celebrat | QF    | No celebrat | No celebrat | No celebrat | 0 / 3   | 9–3     |
| Tour Championships | A   | A    | A     | A           | SF          | A           | A     | A           | A           | A           | A     | A           | A           | A           | 0 / 1   | 0–1     |
| Total Victòries−Derrotes | 2–2 | 9–11 | 21–18 | 30–15       | 47–14       | 18–6        | 34–16 | 25–18       | 33–14       | 25–16       | 29–18 | 24–16       | 21–16       | 12–7        | 425–206 | 425–206 |
| Rànquing a final d'any | 137 | 74   | 38    | 30          | 3           | 21          | 15    | 24          | 16          | 20          | 19    | 17          | 28          | 34          |         |         |
| Llegenda: G: Guanyadora; F: Finalista; SF: Semifinalista; QF: Quarts de final; Q: Qualificació; A: Absent; RR: Round Robin; |     |      |       |             |             |             |       |             |             |             |       |             |             |             |         |         |

## Guardons
- WTA Comeback Player of the Year (2008)